# Čelo
 Ovo je glavno značenje pojma Čelo. Za druga značenja pogledajte Čelo (razdvojba).

U ljudskoj anatomiji, čelo (lat. frons) je koštani dio glave iznad očiju. Kod suvremenog čovjeka čelo je grubo okomito, te završava na liniji gdje počinje kosa i ravni dio glave. Glavni mišić čela jest frontalni mišić (lat. musculus frontalis) koji pokreće ili steže kožu lubanje. U kulturi, popularni stereotip jest da je osoba s visokim čelom izrazito inteligentna, što naravno nije točno.